# Libertin DUNE
Libertin DUNE（リベルタン デューン）は、コントラリード株式会社が発売しているファッションを中心とした芸術雑誌。
1993年から2008年までの間をDUNE、2011年から現在に至るまでをLibertin DUNEという名前で発行。
2014年の時点で、編集長は林香寿美。年に２回不定期で発行。

## 内容
Libertin DUNEの前身となるDUNEは、1993年に編集長林文浩により、出版社アートデイズから創刊。廃刊となる2008年までの15年、号数にして33号、ファッションを中心にアートを扱った芸術雑誌であった。林文宏は創刊より18年間同誌の編集長を務めたが、2011年7月9日逝去。これにより妻である林香寿美が編集長を引き継いだ。日本のロックバンド54-71のLeader(本名：川口賢太郎)も編集メンバーの一員である。
2008年を最後に休刊状態となっていたが、惠藤憲二出資のもとコントラリード株式会社より発行されることが決定。それまでの誌名 DUNEに「Libertin＝放蕩者・道楽者」という言葉を加え、2011年6月3日、”Libertin DUNE”として再刊。創刊号ではソフィア・コッポラが表紙を飾り、ライアン・ マッギンレー、マリオ・ソレンティ等が写真家として参加。　　